# Fachakademie für Sozial- und Heilpädagogik Hof

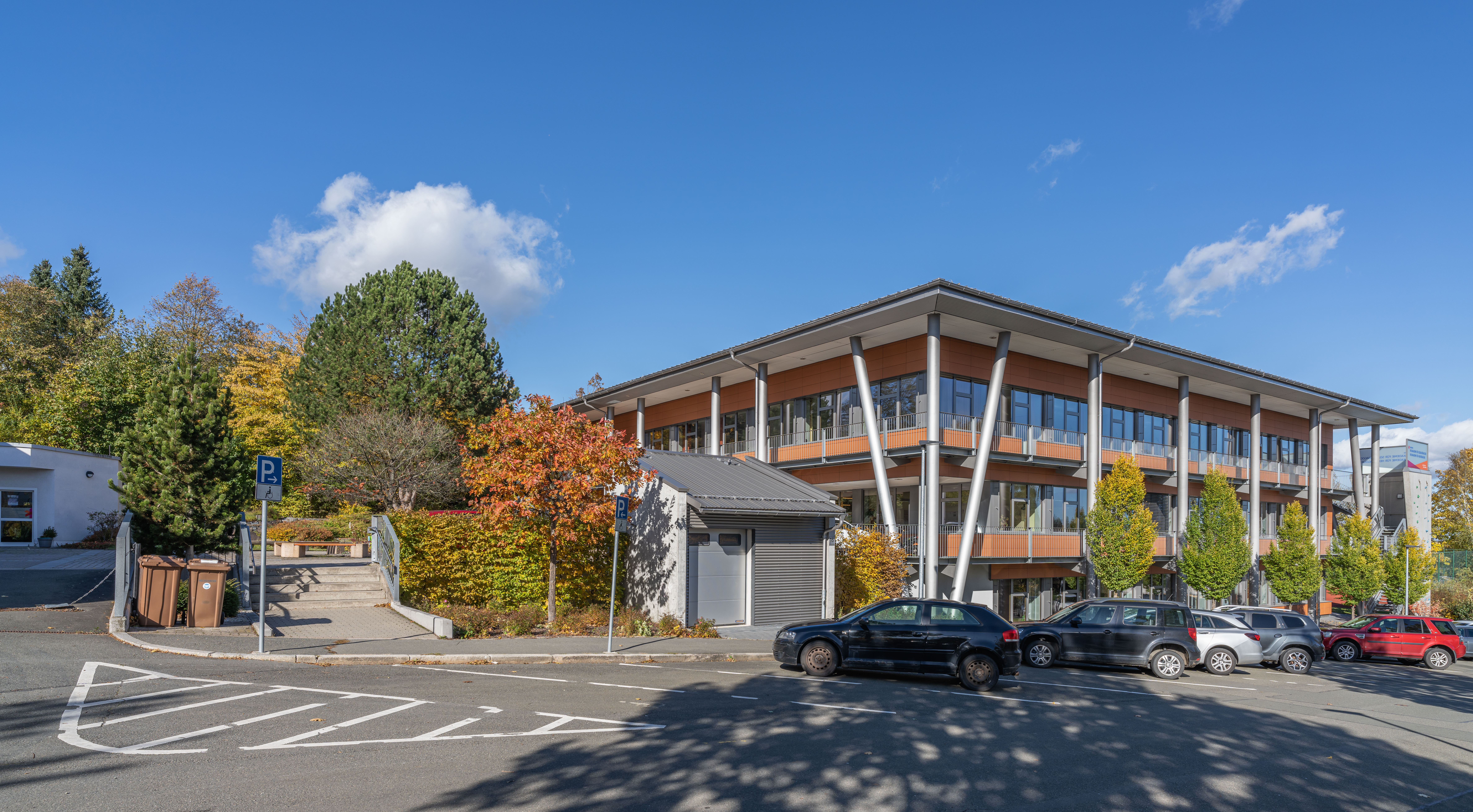
Ansicht von der Mozartstraße

Die Fachakademien für Sozial- und Heilpädagogik in der oberfränkischen Stadt Hof gehören zur Diakoneo. Die Fachakademien gehören zu den staatlich anerkannten Privatschulen. Träger ist die Diakoneo.

## Lage
Das Gebäude der Fachakademien gehört zum Schulzentrum im Münsterviertel. Daneben sind dort noch das Johann-Christian-Reinhart-Gymnasium, die Johann-Georg-August-Wirth-Realschule und die Max-Reger-Schule (Zweigschule der Eichendorffschule).

## Ausbildungsrichtungen
Die Fachakademien bieten jeweils Studiengänge für Sozialpädagogik und Heilpädagogik an.
In der Sozialpädagogik werden Kinderpfleger und Erzieher ausgebildet.
Im Bereich Heilpädagogik werden Weiterbildungen angeboten, in der Studierende ihre pädagogische Qualifikation in heilpädagogischen Arbeitsfeldern erweitern.
Sozialpädagogik:
1. Sozialpädagogisches Seminar an der Fachakademie für Sozialpädagogik
2. Ausbildung zum Erzieher/zur Erzieherin an der Fachakademie für Sozialpädagogik

Die Ausbildung behandelt die sozialpädagogischen Arbeitsbereiche Kindertagesstätte mit Krippe, Kindergarten und Hort, Behindertenhilfe, Jugendhilfe, Schule und Jugendarbeit.
Heilpädagogik:
Heilpädagogik beschäftigt sich in Forschung, Theorie, Lehre, Praxis mit Menschen und deren Entwicklung unter erschwerten Bedingungen.
Die Arbeitsbereiche hier sind unter anderem Frühförderstellen, Sonderkindergärten, heilpädagogische Tageseinrichtungen, Jugendhilfe, Förderzentren, Werkstätten für Menschen mit Behinderung, Kinder- und Jugendpsychiatrien, Einrichtungen für Erwachsenenbildung und Altenhilfeeinrichtungen.
Der Träger der Fachakademie ist die Diakonie, die Aufnahme von Studierenden erfolgt unabhängig von deren konfessioneller Zugehörigkeit.

## Internationale Kontakte
Die Fachakademie hat viele internationale Verbindungen geknüpft. Die Partnerländer sind:
- Tschechien
- Ungarn
- Ukraine
- Irland
- Schweiz
- Österreich
- Frankreich
- Vereinigtes Königreich
- Rumänien
- Spanien
- Portugal
- Kenia

## Kollegium
Leitung:
- Achim Schäfer; Lehrgebiete: Evangelische Theologie und Religionspädagogik

Ständige Stellvertretung:
- Elisabeth Wilczek; Lehrgebiete: Rhythmik, Musikerziehung, Erlebnispädagogik, Praxis- und Methodenlehre

Mitarbeit an der Leitung:
Sozialpädagogisches Seminar an der Fachakademie für Sozialpädagogik:
- Karin Unger; Lehrgebiete: Pädagogik, Psychologie, Heilpädagogik, Praxis- und Methodenlehre, Werken, Praxisanleitung

Fachakademie für Heilpädagogik:
- Hildegard Havenith; Lehrgebiete: Psychologie, Heilpädagogik, Sozialmanagement, Heilpädagogische Übungen und Praxisberatung[7]

Kollegium:
Des Weiteren besteht das Kollegium aus 31 Lehrkräften in der Sozialpädagogik und 14 Lehrkräften im Bereich Heilpädagogik. Die Lehrkräften entstammen unterschiedlichen Bereichen, haben meist aber einen pädagogischen Hintergrund.